# Annica Boller
Vera Annica Boller, född 9 mars 1955 i S:t Johannes församling, Stockholm, är en svensk sångare.
Boller var 1979–1980 sångare i gruppen Rock de Luxe, vilken utgav två singlar och en LP. Tillsammans med sin dåvarande sambo Ted Gärdestad deltog hon i den svenska Melodifestivalen 1980 med melodin "Låt solen värma dig" som slutade på femte plats. Boller spelade i Göteborgsuppsättningen av Rocky Horror Show på Nya Teatern i Göteborg. Därefter följde en singel producerad av Harpo och ett antal singlar i eget namn som producerades av Secret Service. Hon har bland annat även sjungit på album av Ted Ström (1989), Björn J:son Lindh (1994), Anne-Lie Rydé, Per Tjernberg samt körat åt Electric Banana Band.

## Diskografi

### LP
- Rym en dag (med Rock de Luxe, CBS 1980)
- All the Songs (Sonet Records, 1986)

### Singlar
- "Rym en dag" / "Om natten" (med Rock de Luxe, CBS 1979)
- "Gör mig med barn" / "Somedream" (med Rock de Luxe, CBS 1980)
- "Låt solen värma dig" / "Back in the Business" (A-sidan med Ted Gärdestad, b-sidan endast Ted Gärdestad Polar Music 1980)
- "Summer's Back In Town" (Disques Vogue 1982)
- "And They Played Our Song" / "A Sunny Day" (Sonet Records 1984)
- "Saint-Paul De Vence" / "Saint-Paul de Vence (Instrumental)" (Sonet Records 1984)
- "Saint-Paul De Vence (Club Mix)" / "Saint-Paul De Vence"  (maxisingel, Sonet Records 1984)
- "All the Songs Belong to You" /" Let Me Talk to You" (Sonet Records 1986)